# Буянт (Баян-Улгий)
Буянт (монг. Буянт) — сомон аймака Баян-Улгий, Монголия.
Центр сомона — посёлок Буянт — расположен в 110 километрах от города Улгий, и в 1700 километрах от столицы страны Улан-Батора.
В сомоне есть школа, больница, торгово-культурные центры.

## Население
Большую часть населения составляют казахи.

## География
Сомон окружён горами Алтайского хребта: Буянт, Хух сайр, Асгат. Самая высокая точка достигает примерно 3900 метров. Здесь протекает река Сагсай. Водятся горные бараны, зайцы, волки, рыси, снежные барсы, орлы, куропатки и другие животные. Произрастают редкие лиственные леса.
Климат резко континентальный. Средняя температура января -24°C, июля +14°C, ежегодная норма осадков составляет 320 мм.
Имеются запасы железной руды, вольфрама.